# تايبون أغوردينو
تايبون أغوردينو (بالإيطالية: Taibon Agordino) هي بلدية في مقاطعة بلونة، منطقة فنيتة بشمال شرق إيطاليا.
تقع على بعد 100 كيلومتر (62 ميل) شمال البندقية، و25 كيلومتر (16 ميل) شمال غرب بلونة، وتبلغ مساحتها 90.4 كيلومتر مربع (34.9 ميل مربع). منذ 31 ديسمبر 2004 وصل عدد سكانها إلي ا 1,790 نسمة.